# هما (افسانه)
پرنده هما یا همای در افسانه‌ها و ادبیات ایران، ازبکستان، آناتولی، مصر، هند، اقوام غُز و بوداییان تبت جایگاه ویژه‌ای دارد و معروف است که سایه‌اش بر سر هر کس بیفتد به سعادت و کامرانی خواهد رسید به همین دلیل به مرغ سعادت و نشانگان پادشاهی معروف شده است.
هما در افسانه‌ها با پرنده هما متفاوت است و دارای ویژگی‌های افسانه‌ای است. در افسانه‌های کشورهای مرکز آسیا، هما، مانند ققنوس، صاحب کرامت است و در اشعار شاعران بزرگ فارسی همچون فردوسی، سعدی، حافظ و نظامی به دفعات به جایگاه افسانه‌ای‌اش اشاره شده است.
هما، پرنده‌ای بهشتی است که نیمی از وجودش نر و نیمی دیگر ماده (آنیما و آنیموس) است. این پرنده هرگز بر زمین نمی‌نشیند و سایه‌اش موجب سعادت افراد روی زمین است.
تصویر این پرنده امروزه به‌طور رسمی در نشان جمهوری ازبکستان قرار دارد.

## در واقعیت
هما در واقعیت یک کرکس (لاشه‌خوار - عمدتاً مغز استخوان خوار) بزرگ‌جثه از تیرهٔ بازان است که در کوه‌های مرتفع آفریقا، جنوب اروپا و آسیا از جمله مناطقی از ایران زندگی می‌کند. این پرنده یکی از گونه‌های در معرض تهدید انقراض در ایران محسوب می‌شود. ویژگی‌های کلی‌ای که از همای افسانه‌ای شمرده می‌شود با این پرنده تطابق بسیاری دارد و احتمالاً مبنای شکل‌گیری شخصیت افسانه‌ای هما نیز شناخت مردم از همین پرنده بوده است. مردان ایران و نواحی مرکزی ایران، شمال هند، تبت و… در گذشته پرنده هما را می‌شناختند و در برخی فرهنگ‌ها همچون بوداییان تبت و زرتشتیان که مردگان خود را در دخمههای مرتفع قرار می‌دادند، گرامی داشته می‌شد. چرا که هما (که پرنده‌ای استخوان‌خوار بود) را عاملی برای عبور به جهان دیگر به‌حساب می‌آوردند.
در دورهٔ عثمانی که ارجاعات ادبی به هما رایج بوده است، سیدی علی رئیس، در کتاب میراث‌الممالک می‌نویسد: «هما کرکسی است که در نواحی مختلفی از آسیا آشیان دارد.»

## در ادبیات
هما (همای) جایگاه برجسته‌ای در ادبیات ایران زمین داشته است. در سروده‌های بسیاری از شاعران از هما به عنوان پرنده خوشبختی و سعادت یاد شده است. در ادبیات فارسی او را نماد فرّ و شکوه دانند و به شگون نیک گیرند. همچنین آمده است «مرغی است که او را مبارک دارند و چون پیدا شود مردم به تفأل در زیر سایهٔ او روند». هما در ادبیات ایران به عنوان نماد سعادت شناخته می‌شود.
در قصه‌ها و مثل‌های ایرانی از هما به عنوان پرنده‌ای استخوان‌خوار و بی‌آزار یاد شده است.
| همای بر همه مرغان از آن شرف دارد |  | که استخوان خورد و جانور نیازارد |

— سعدی
نمونه‌هایی از یادکرد هما در ادبیات فارسی:
| تو فرّ همایی و زیبای گاه                |  | تو تاج کیانی و پشت سپاه (فردوسی)                  |
| همای سپهری بگسترد پر                   |  | همی بر سرش داشت سایه ز فر (فردوسی)                |
| هماییست مر چرخ را فّر اوی               |  | که شاهی دهد سایهٔ پّر اوی (اسدی توسی)               |
| تا نبود چون همای فرخ کرکس              |  | همچو نباشد به شبه باز خشین پند (فرخی)             |
| کس نیاید به زیر سایهٔ بوم               |  | ور همای از جهان شود معدوم (سعدی)                  |
| تو همایی و من خستهٔ بیچاره گدای         |  | پادشاهی کنم ار سایه به من برفکنی (سعدی)           |
| همای شخص من از آشیان شادی دور          |  | چو مرغ حلق‌بریده به خاک برمی‌گشت (سعدی)             |
| چو پی کبوتر دل به هوا شدم چو بازان     |  | چه همای ماند و عنقا که برابرم نیامد (مولوی)       |
| بر من همای وصلت سایه از آن نیفکند      |  | کز محنت فراقت پوسیده استخوانم (فخرالدین عراقی)    |
| همای گو مفکن سایهٔ شرف هرگز             |  | بر آن دیار که طوطی کم از زغن باشد (حافظ)          |
| سایهٔ طایر کم‌حوصله کاری نکند            |  | طلب از سایهٔ میمون همایی بکنیم (حافظ)              |
| جلوه‌گاه طایر اقبال باشد هر کجا         |  | سایه‌اندازد همای چتر گردون سای تو (حافظ)           |
| همایی چون تو عالی‌قدر حرص استخوان تا کی |  | دریغ آن سایهٔ همت که بر نااهل افکندی (حافظ)        |
| همای اوج سعادت به دام ما افتد          |  | اگر تو را گذری بر مقام ما افتد (حافظ)             |
| باز آی ای همای همایون که مرغ دل        |  | پر می‌زند در آرزوی آشیان تو (خواجوی کرمانی)        |
| تا همایم خوانده‌ای در کام دل            |  | هرنواله استخوان می‌آیدم (خاقانی)                   |
| از مزاج اهل عالم مردمی کم جوی از آنک   |  | هرگز از کاشانهٔ کرکس همائی برنخاست (خاقانی)        |
| فرّ همای ملکی داشتی                     |  | اوج هوای فلکی داشتی (نظامی)                       |
| چون تو همایی شرف کار باش               |  | کم خور و کم گوی و کم آزار باش (نظامی)             |
| دردسر بسیار دارد سایهٔ بال هما          |  | اختر اقبال را در خواب دیدن خوشترست (صائب تبریزی)  |
| سایهٔ بال هما خواب گران می‌آرد           |  | در سراپردهٔ دولت دل بیدار مجو (صائب تبریزی)        |
| بخت سیهی دارم کز سایهٔ اقبالش           |  | هر چیز سیاهی کرد بر بال هما بستم (بیدل دهلوی)     |
| استخوان چرب و خشکی هست کز خاصیتش       |  | سگ توجه بر گدا دارد هما بر پادشاه (بیدل دهلوی)    |
| شبستان جهان و سایهٔ دولت، چه‌فخراست این  |  | مگر در چشم خفاش آشیان بندد هما اینجا (بیدل دهلوی) |
| مرغابی و تذرو و کبوتر از آن من         |  | ظل هما و شهپر عنقا از آن تو (اقبال لاهوری)        |
| علی ای همای رحمت تو چه آیتی خدا را     |  | که به ماسوا فکندی همه سایهٔ هما را (شهریار)        |
| همای اوج سعادت که می‌گریخت ز خاک        |  | شد از امان زمین دانه‌چین دام شما (هوشنگ ابتهاج)    |

## باورهای اشتباه

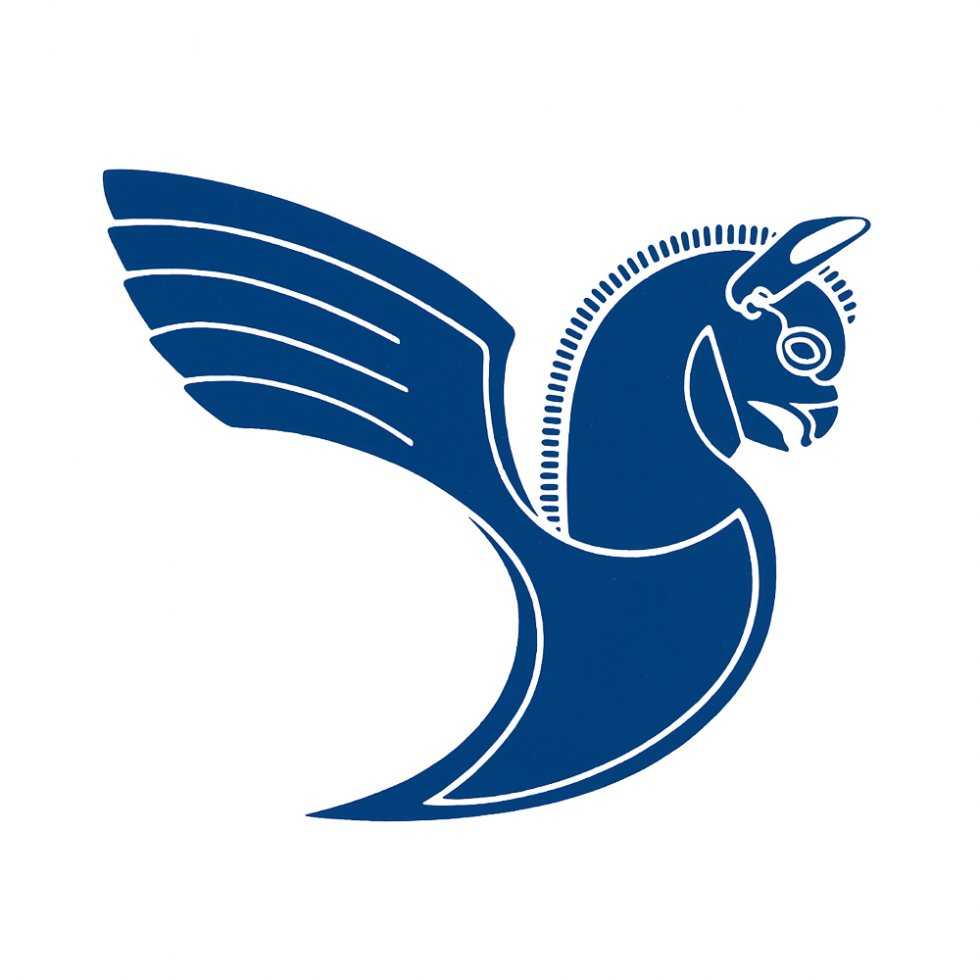
لوگوی هواپیمایی ملی ایران (هما) که ادوارد زهرابیان آن را طراحی نمود و به اشتباه تصور می‌شود نمادی از هما است. در حالی‌که در این تصویر از تندیس شیردال استفاده شده است.

پس از شکل‌گیری هواپیمایی ملی ایران در سال ۱۳۴۰ نام اختصاری «هما» برای این شرکت در نظر گرفته شد. ادوارد زهرابیان، گرافیست، در طراحی نشان‌وارهٔ این هواپیمایی از یک تندیس شیردال (به انگلیسی: Griffin) تخت جمشید وام گرفت و نشان‌وارهٔ مشهور شرکت هما (ایران‌ایر) ایجاد شد. با قرارگیری نام تجاری هما در کنار این تصویر این تصور اشتباه به وجود آمد که تندیس سنگی شیردال در تخت‌جمشید نمادی از پرندهٔ هما است.